# Кудепста
Кудепста — поселок в составе большого Сочи, расположенный в устье реки Кудепста. Название «Кудепста» с абхазского переводится как «ущелье рода (фамилии) Куд».
Поселок Кудепста расположен на границе Адлерского и Хостинского районов, граница между которыми проходит по руслу реки Кудепста. Ранее Кудепста относилась к Адлерскому району. В настоящее время микрорайон (посёлок) Кудепста разделён между двумя районами (южная (нижняя) часть относится к Хостинскому району, северная (верхняя) — к  Адлерскому), при этом большая часть микрорайона расположена на правом (орографически) берегу реки Кудепста. В северной части Кудепсты находится администрация Кудепстинского сельского округа Адлерского района г. Сочи.
В состав микрорайона входит семь улиц: Дарвина, Искра, Камо, Калиновая, Апшеронская, Ростовская, Сухумское шоссе, и два переулка (Александровский и Тихий). Некоторые из них были переименованы в 1960-е годы, чтобы исключить одинаковые названия. Так улица Дарвина — это бывшая улица Пушкина, улица Искра — бывшая улица Ленина, улица Камо — бывшая улица Нагорная.
В Кудепсте проживает около 17 тысяч жителей. Ранее здесь располагались исключительно частные домики, однако в настоящее время здесь расположены жилые микрорайоны с многоквартирными, благоустроенными домами. Здесь же расположены пансионат «Бургас» (Группа Синара) и «Автомобилист», санаторий «Кудепста» (Минобороны России), частные гостиницы.
Основные достопримечательности Кудепсты: Кудепстинский культовый камень и Храм мученика Василиска. Кудепстинский культовый камень (другое название «Черкесский камень») относят к эпохе мегалита. На нём заметны чашевидные углубления — это места для сидений во время ритуалов.